# علم أوسيتيا الشمالية - ألانيا
أعتمد علم جمهورية أوسيتيا الشمالية - ألانيا (بالأوسيتية: Ху́ссар Ирысто́н Респу́ликæйы Пáддзахадон ты́рыса) الحالي في 24 تشرين الثاني - نوفمبر من سنة 1994. يشبه علم أوسيتيا الشمالية - ألانيا من حيث الشكل والتصميم علم أوسيتيا الجنوبية حيث يتكون العلم من ثلاث ألوان هي الأبيض، الأحمر والأصفر مرتبة بصورة أفقية على التوالي.
أكد العلم بموجب دستور أوسيتيا الجنوبية الصادر في 26 نوفمبر 1990 وأكدته اللائحة الخاصة بالعلم الوطني في 30 مارس 1992.

## الرمزية
- الأبيض: يرمز إلى النقاء الأخلاقي.
- الأحمر: يرمز إلى البسالة والشجاعة والدفاع عن النفس.
- الأصفر: يرمز إلى الثروة ,الرخاء ,الرفاهية والازدهار.

## أعلام سابقة

علم جمهورية شمال القوقاز الجبلية (1917-1922)
علم جمهورية أوسيتيا الاشتراكية السوفيتية ذاتية الحكم (3 يوليو 1937-28 يوليو 1938)
علم جمهورية أوسيتيا الاشتراكية السوفيتية ذاتية الحكم (28 يونيو 1938-16 يونيو 1954)
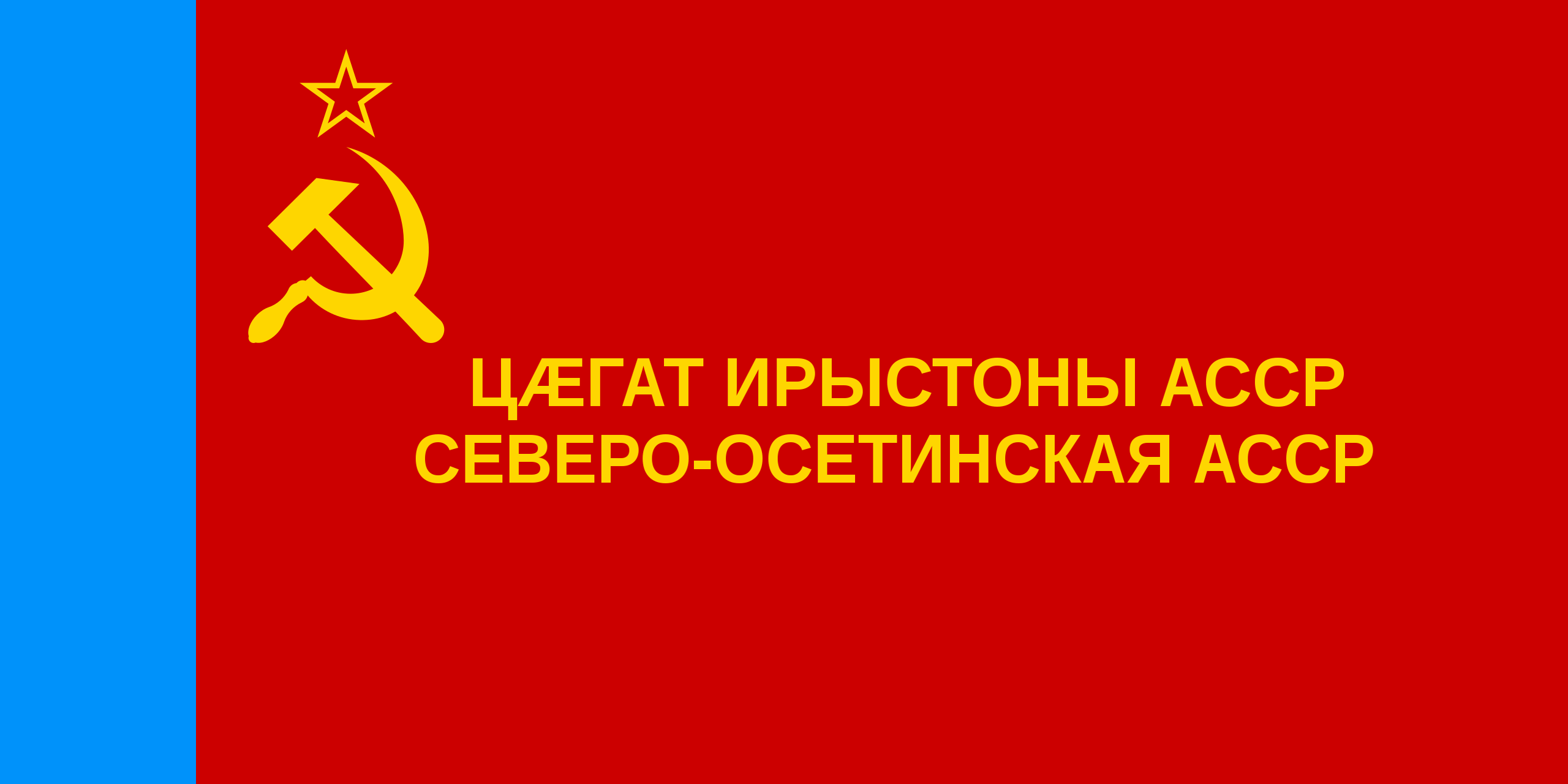
علم جمهورية أوسيتيا الاشتراكية السوفيتية ذاتية الحكم (16 يونيو 1954-24 يونيو 1981)
علم جمهورية أوسيتيا الاشتراكية السوفيتية ذاتية الحكم، ثم جمهورية أوسيتيا الشمالية الاشتراكية السوفيتية (24 يونيو 1981-2 أكتوبر 1991)
علم جمهورية أوسيتيا الشمالية الاشتراكية السوفيتية (2 أكتوبر 1991-10 ديسمبر 1991)
علم جمهورية أوسيتيا الشمالية الاشتراكية السوفيتية، ثم جمهورية أوسيتيا الشمالية-ألانيا (10 ديسمبر 1991-24 نوفمبر 1994)